# Santa Luzia do Carneiro
Santa Luzia do Carneiro é um distrito do município brasileiro de Itanhomi, no interior do estado de Minas Gerais. Segundo o censo demográfico de 2022, realizado pelo Instituto Brasileiro de Geografia e Estatística (IBGE), sua população era de 445 habitantes e havia 161 domicílios particulares permanentes ocupados. Possui área de 94,12 km² conforme a Fundação João Pinheiro (FJP).
Foi criado pela lei municipal nº 1.648 de 16 de setembro de 2013. Contudo, originou-se de um antigo povoamento, que já contava com 233 habitantes e 63 residências segundo o censo demográfico de 1970. Está localizado a cerca de 30 km da sede municipal e é cortado pelo córrego do Carneiro, afluente do rio Caratinga.